# キーウ大学
キーウ大学（キーウだいがく、ウクライナ語: Київський національний університет імені Тараса Шевченка、英語: Taras Shevchenko National University of Kyiv、略称: KNU）は、ウクライナの首都キーウに所在する国立大学である。かつてはロシア語表記および読みの「キエフ大学」として知られていた。ウクライナを代表する詩人・芸術家タラス・シェフチェンコの名を冠しており、「タラス・シェフチェンコ大学」とも呼ばれる。1834年に創設され、リヴィウ大学、ハルキウ大学に次ぐウクライナで3番目に古い大学であり、国内最高峰の高等教育機関として評価されている。

## 設立・沿革
キーウ大学の起源は、1632年に設立されたキエフ・モヒラ・アカデミーに遡る。現在のキーウ大学は、1834年にニコライ1世によって「帝立聖ウラジーミル大学」として設立された。設立当初は哲学部のみで、歴史・文献学科と物理・数学科の2学科に62人の学生が在籍していた。1835年に法学部、1847年に医学部が追加され、哲学部は後に歴史・文献学部と自然科学部に分離した。1920年代まで新たな学部は追加されなかった。
1917年のウクライナ・ソビエト戦争では、多くの学生がボリシェヴィキ軍と戦い、特に1918年1月29日のクルーティの戦いでの学生部隊の犠牲は、現在も追悼されている。
1920年に大学はミハイロ・ドラホマノフ大学と改称されたが、1939年にタラス・シェフチェンコの名を冠し、現在の名称となった。第二次世界大戦中はカザフスタンのキジルオルダに疎開し、ハルキウ大学と統合して「ウクライナ国立大学」を形成。1943年にキーウ解放後、大学は再建され、1944年に授業を再開した。
1991年のウクライナ独立後は、同国を代表する高等教育機関として、研究と教育の中心地となっている。1960年代以降、120カ国以上から2万人以上の留学生を受け入れており、卒業生は医師、エンジニア、外交官など多岐にわたる。

## 組織・教育体制
学生数は約3万人。大学は14学部と6研究所で構成され、多様な学問分野で専門家を育成している。以下は現在の学部と研究所の一覧である：
- 化学部
- コンピュータサイエンス・サイバネティックス学部（英語版）
- 地理学部
- 地質学研究所（英語版）
- 経済学部
- 情報技術学部（英語版）
- 歴史学部
- 法学研究所（英語版）
- 力学・数学部
- 哲学部
- 物理学部
- 放射物理・電子・コンピュータシステム学部（英語版）
- 社会学・心理学部
- 進学準備学部（英語版）
- 文献学研究所（英語版）
- ジャーナリズム研究所（英語版）
- 国際関係研究所（英語版）
- 軍事研究所（英語版）
- 大学院教育研究所（英語版）
- 生物学・医学研究所（英語版）

大学は国際大学協会や欧州大学協会に加盟し、40カ国以上の400以上の大学と提携している。主な提携大学には、北京大学、モスクワ大学、ワルシャワ大学、ピッツバーグ大学などがある。

## キャンパス
キーウ大学の主なキャンパスはキーウ市中心部に位置し、以下の主要な建物で構成される：
- 紅棟（Red University Building）：1837～1843年にヴィンセント・ベレッティ（英語版）によってロシア後期古典主義様式で建設された。赤い外壁と黒い柱は聖ウラジーミル勲章（英語版）の色に由来し、大学のモットー「功利、名誉、栄光」を象徴する[8]。
- 黄棟（Yellow Building）：1850～1852年に建設され、現在は人文学部が使用。歴史的な第一ギムナジウムの建物で、ミハイル・ブルガコフらが学んだ[9]。
- マクスィモヴィッチ図書館：1939～1940年に建設され、約350万冊を所蔵するウクライナ最大の研究図書館。
- フォミン植物園：1839年に設立され、約1万種の植物を擁する。温室は世界最大級の高さ33メートルを誇る[10]。
- 天文台：1845年に設立され、科学研究に貢献している。

2024年11月3日、ロシアのドローン攻撃により、国際関係研究所とジャーナリズム研究所の建物が被害を受けた。

## ランキング
キーウ大学は国内外で高い評価を受けており、以下のランキングで上位に位置している：
- QS World University Rankings（英語版）（2022年）：世界601～650位、東欧・中央アジア35位[5][12]。
- Scopus（2009年）：ウクライナの大学で最も高い論文発表数と引用数を記録[13]。
- Webometrics Ranking of World Universities（2010年）：世界1110位、東欧トップ100大学で63位[14]。

## 著名な関係者
キーウ大学は多くの著名人を輩出している。以下はその一部である：
- 政治家：レオニード・クラフチュク（初代ウクライナ大統領）、ペトロ・ポロシェンコ（元大統領）
- 文学者：ミハイル・ブルガコフ、オクサーナ・ザブジュコ、マクシム・リルスキー（英語版）（在籍、中退）
- 科学者：マリナ・ヴィヤゾフスカ（数学者、フィールズ賞受賞者）、テオドシウス・ドブジャンスキー（遺伝学者）
- 芸術家：ミコラ・リセンコ（作曲家）、ミハイロ・スタリツキー（劇作家、在籍、中退）

## 登場作品
- 映画『ロシアン・スナイパー』（2015年、監督：セルゲイ・モクリツキー（英語版））
- リュドミラ・パヴリチェンコ（第二次世界大戦の女性狙撃手）の視点で描かれ、彼女が史学科に主席合格した大学として登場。